# JavaBean
Los JavaBeans son un modelo de componentes creado por Sun Microsystems para la construcción de aplicaciones en Java.
Se usan para encapsular varios objetos en un único objeto (la vaina o Bean en inglés), para hacer uso de un solo objeto en lugar de varios más simples.
La especificación de JavaBeans de Sun Microsystems los define como "componentes de software reutilizables que se puedan manipular visualmente en una herramienta de construcción". 
A pesar de haber muchas semejanzas, los JavaBeans no deben confundirse con los Enterprise JavaBeans (EJB), una tecnología de componentes del lado servidor que es parte de Java EE. 

## Convenciones JavaBean
Para funcionar como una clase JavaBean, una clase debe obedecer ciertas convenciones sobre nomenclatura de métodos, construcción y comportamiento. 
Estas convenciones permiten tener herramientas que puedan utilizar, reutilizar, sustituir y conectar JavaBeans. 
Las convenciones requeridas son: 
- Debe tener un constructor sin argumentos.
- Sus atributos de clase deben ser privados.
- Sus propiedades deben ser accesibles mediante métodos get y set que siguen una convención de nomenclatura estándar.
- Debe ser serializable.

## Estructura
Dentro de un JavaBean podemos distinguir tres partes:
- Propiedades: Los atributos que contiene.
- Métodos: Se establecen los métodos get y set para acceder y modificar los atributos.
- Eventos: Permiten comunicar con otros JavaBeans.

## Ejemplo
```
// Implementación de la interface Serializable del paquete java.io 

public
 
class
 
PersonaBean
 
implements
 
java
.
io
.
Serializable
 
{

    
// Propiedad opcional por la interfaz Serializable

	
private
 
static
 
final
 
long
 
serialVersionUID
 
=
 
1L
;

    
// Cada variable de instancia tiene un modificador de acceso de tipo privado.

    
private
 
String
 
nombre
;

    
private
 
int
 
edad
;

    
// Constructor vacío y sin argumentos.

    
public
 
PersonaBean
()
 
{

    
}

    
// Constructor opcional de un JavaBean.

    
public
 
PersonaBean
(
String
 
nombre
,
 
int
 
edad
)
 
{

        
this
.
nombre
 
=
 
nombre
;

        
this
.
edad
 
=
 
edad
;

    
}

    
// Constructor por copia (opcional)

    
public
 
PersonaBean
(
PersonaBean
 
personaBean
)
 
{

        
this
.
nombre
 
=
 
personaBean
.
getNombre
();

        
this
.
edad
 
=
 
personaBean
.
getEdad
();

    
}

    
// Por cada propiedad agrega un método get y set.

    
public
 
String
 
getNombre
()
 
{

        
return
 
nombre
;

    
}

    
public
 
void
 
setNombre
(
String
 
nombre
)
 
{

        
this
.
nombre
 
=
 
nombre
;

    
}

    
public
 
int
 
getEdad
()
 
{

        
return
 
edad
;

    
}

    
public
 
void
 
setEdad
(
int
 
edad
)
 
{

        
this
.
edad
 
=
 
edad
;

    
}

}

```